# ホンダ・HR412E
ホンダ・HR412Eは、本田技研工業が2012年に投入した世界ツーリングカー選手権（WTCC）用のエンジンである。HR412Eとは「Honda Racing 4気筒 2012年 Engine」の意味である。

## 概要
国際自動車連盟（FIA）は、世界ツーリングカー選手権（WTCC）および世界ラリー選手権（WRC）に参戦するスーパー2000車両のレギュレーションを変更し、2011年より搭載するエンジンを1.6L 直噴 ターボ（1.6L DI T/C）に変更した。HR412Eは、2012年シーズン途中よりWTCCに参戦するために、本田技術研究所で専用に設計されたエンジンである。しかし、専用設計ではあるが各部の諸元はレギュレーションにより詳細に規定されているため、他社製エンジンとの性能差の確保は難しい。

## スペック
- エンジン形式：水冷直列4気筒DOHC16バルブ
- 総排気量：1,595cc
- ボアｘストローク：81×77.4 mm
- リストリクター：φ33×2
- 最高回転数：8,500rpm
- 最大出力：-
- 最大トルク：-
- 圧縮比： 12.5
- 過給圧：2.5bar
- マネージメントシステム：ペクテル製 MQ12
- 重量：82kg以上